# همي همك (مسلسل)
همي همك مسلسل درامي يمني كوميدي يتكون من جزئين منفصلين تماما في القصة عرض الأول في رمضان 2009 وعرض الجزء الثاني في رمضان 2010 على قناة السعيدة الفضائية وهو من تأليف فهد سعيد وإخراج فلاح الجبوري ثم عرض الجزء الثالث موسم 2011 والجزء الرابع موسم 2012.

## قصة الجزء الأول
يحيكي المسلسل قصة قناف الذي تربى في المدينة بعد أن هرب والده من حياة البداوة بسبب قضية ثأر، إلا أن والده يقرر العودة إلى قبيلته وان يعود لحياة البداوة فيأخذ قناف معه إلى القبيلة رغم عنه.. ويبدأ قناف في تعلم حياة البداوة في مفارقات كوميدية مضحكة إلى جانب عدة اسقطات سياسية وهو ما تحمله معظم أعمال الفنان فهد القرني.

## قصة الجزء الثاني
الجزء الثاني من المسلسل عرض في رمضان2010 وتختلف قصة هذا الجزء عن قصة الجزء الآول حيث يناقش ثلاث قضيه هامه في المجتمع اليمني الا وهي غطرست الشيخ وتحيله على القانون ووجود الوسطة والمحسوبيات: البطالة والنصب.

## قصة الجزء الثالث
احداث درامية حصلت في منطقة تهامة حيث الشيخ طفاح يستبد بالمواطنين وتعرض اهالي قرية شوتر المسكين واهالي القرية إلى ظلم الشيخ طفاح واغتصاب اراضيهم و التحرش بالاخرين ودخولهم في دوامة من المشاكل.

## قصة الجزء الرابع
تم تصويرهافي اليمن ومصر وكانت احداثها الدرامية كثيرة و مكملة للجزء الثالث وفي نهاية الأحداث انتصر الخير على الشر وانتهت بسقوط الطاغية الشيخ طفاح.

## طاقم البطولة
- فهد القرني
- صلاح الوافي
- محمد علي قاسم
- عبد الله الوجية
- محمد قحطان
- الحسن المثنى
- محمد الذيباني
- نور عبد الله
- منى علي
- أماني الذماري
- علي الحجوري
- خالد الجبري
- نبيل الآنسي
- حسن علوان
- نبيل متاش
- محمد القصاب
- غيداء جمال
- يحيى إبراهيم
- أمل إسماعيل
- عقلان مرشد